# الن کولمن
الن کولمن، (به انگلیسی: Ellen Kullman) (زاده ۱۷ اکتبر ۱۹۵۹) کارآفرین، بازرگان و مدیر ارشد اجرایی آمریکایی است، که در حال حاضر به‌عنوان مدیر عامل اجرایی و رییس هیئت مدیره شرکت دوپونت فعالیت می‌کند.